# Московская улица (Казань)
Моско́вская улица (тат. Мәскәү урамы) — одна из старейших улиц Казани.

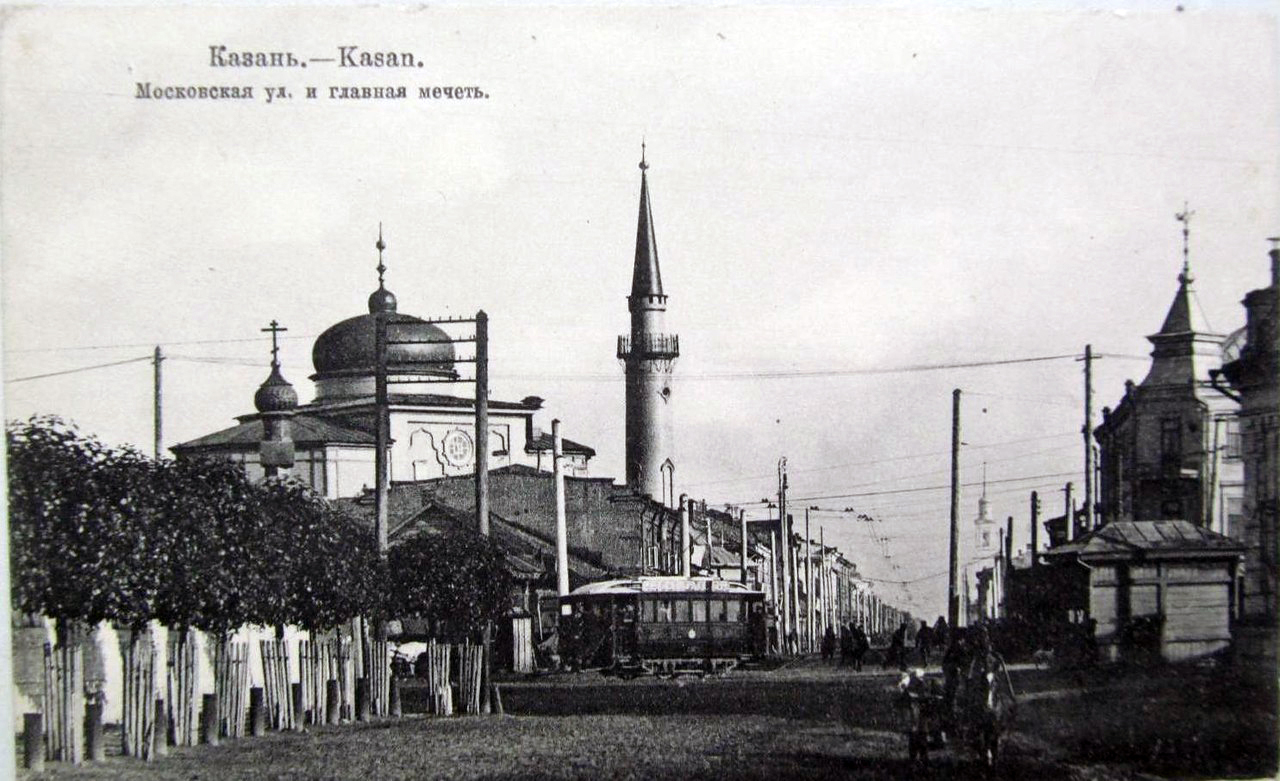
район Сенного базара и площади (с Соборной мечетью Нурулла и трамваем) в начале XXI века

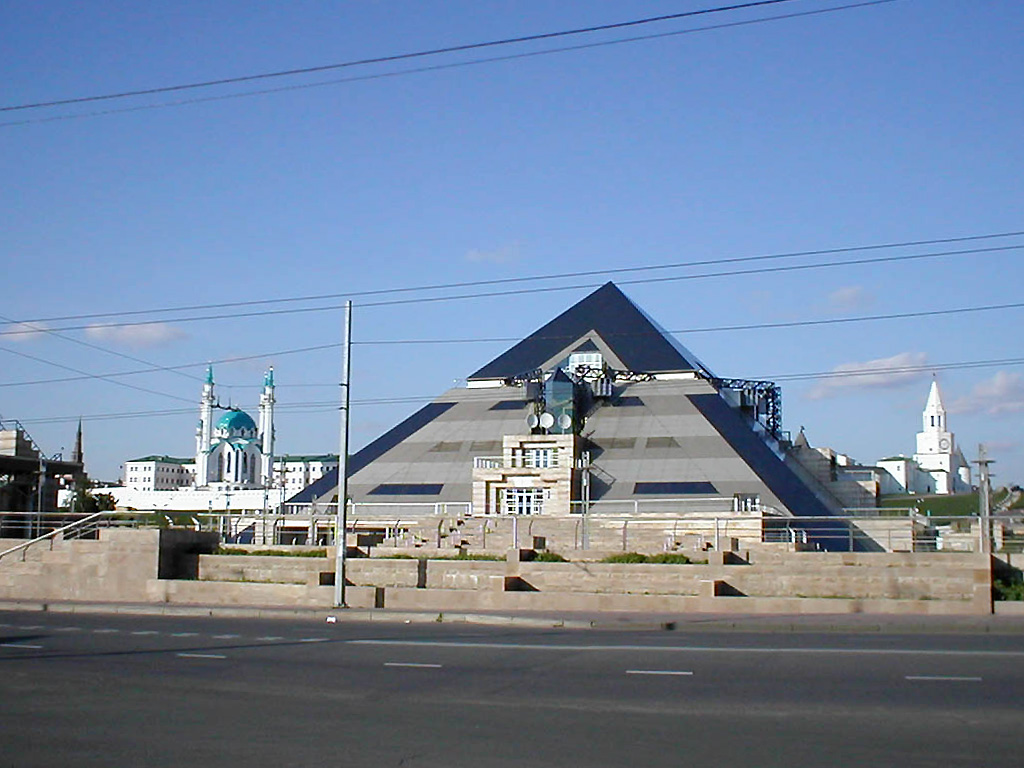
культурно-развлекательный комплекс «Пирамида»

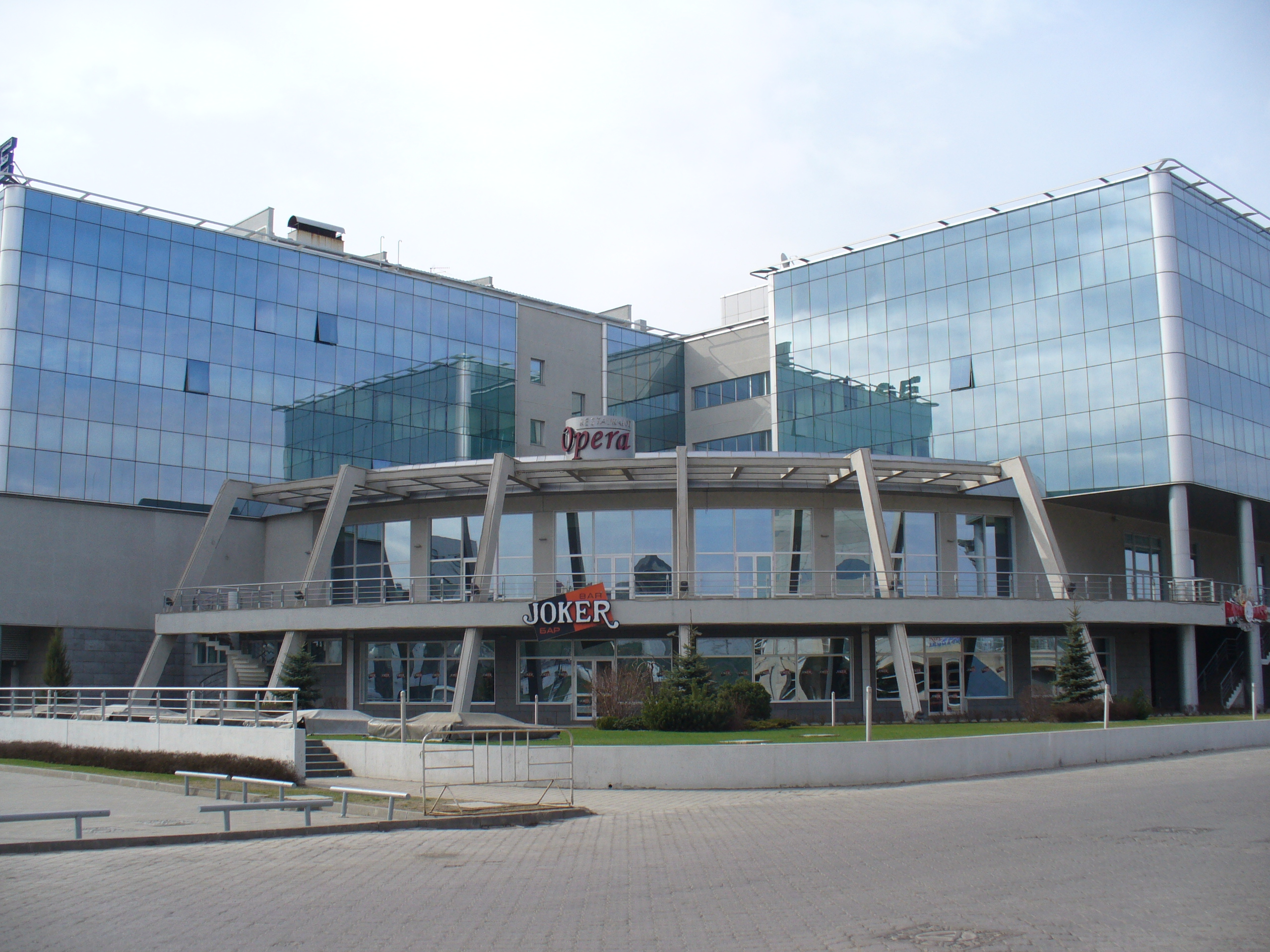
гостиница «Мираж»

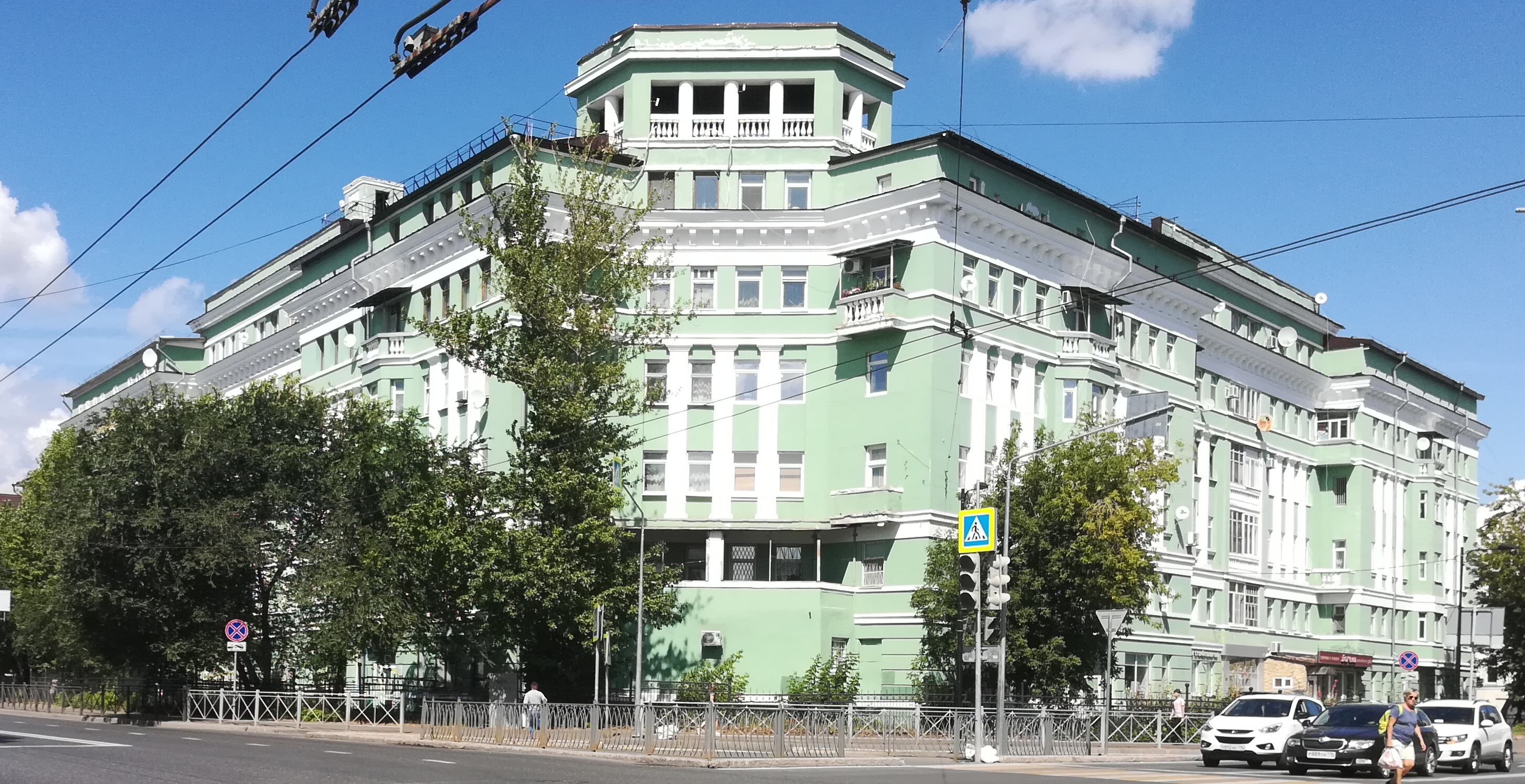
Дом 23/24

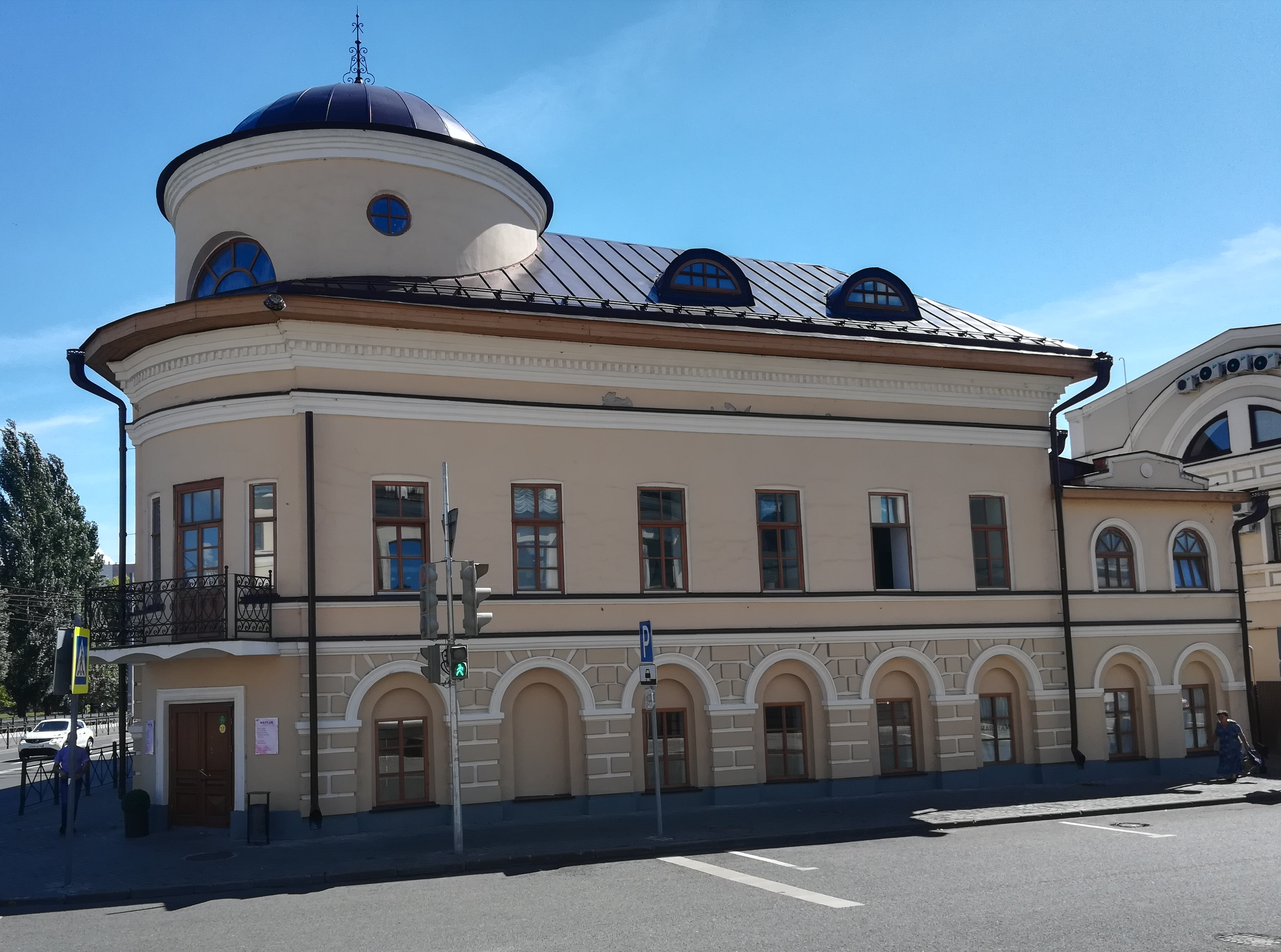
Бывший дом Фукса

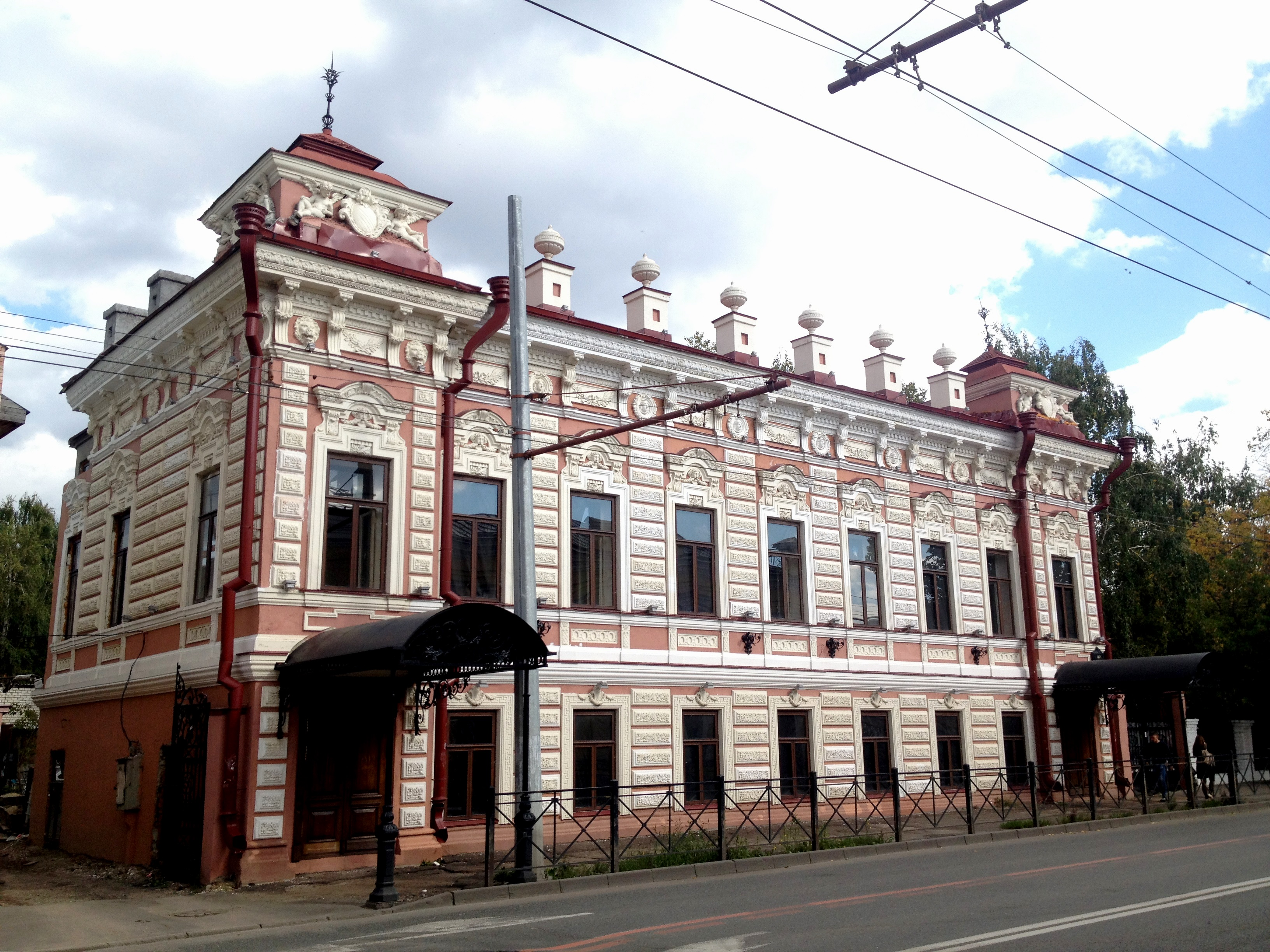
Малая академия искусств (бывший Дом С.А.Землянова)

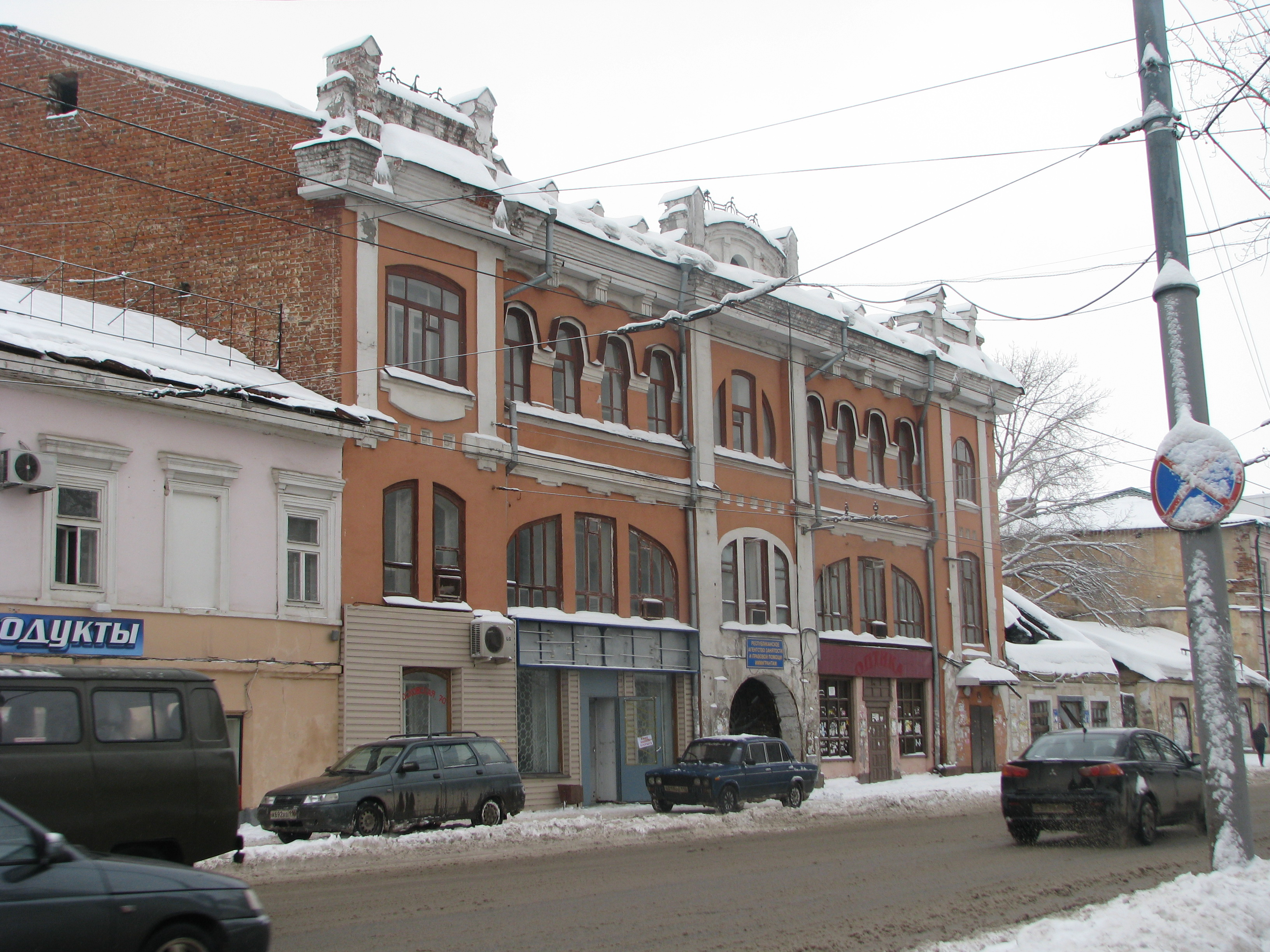
бывшие гостиничные номера «Амур»

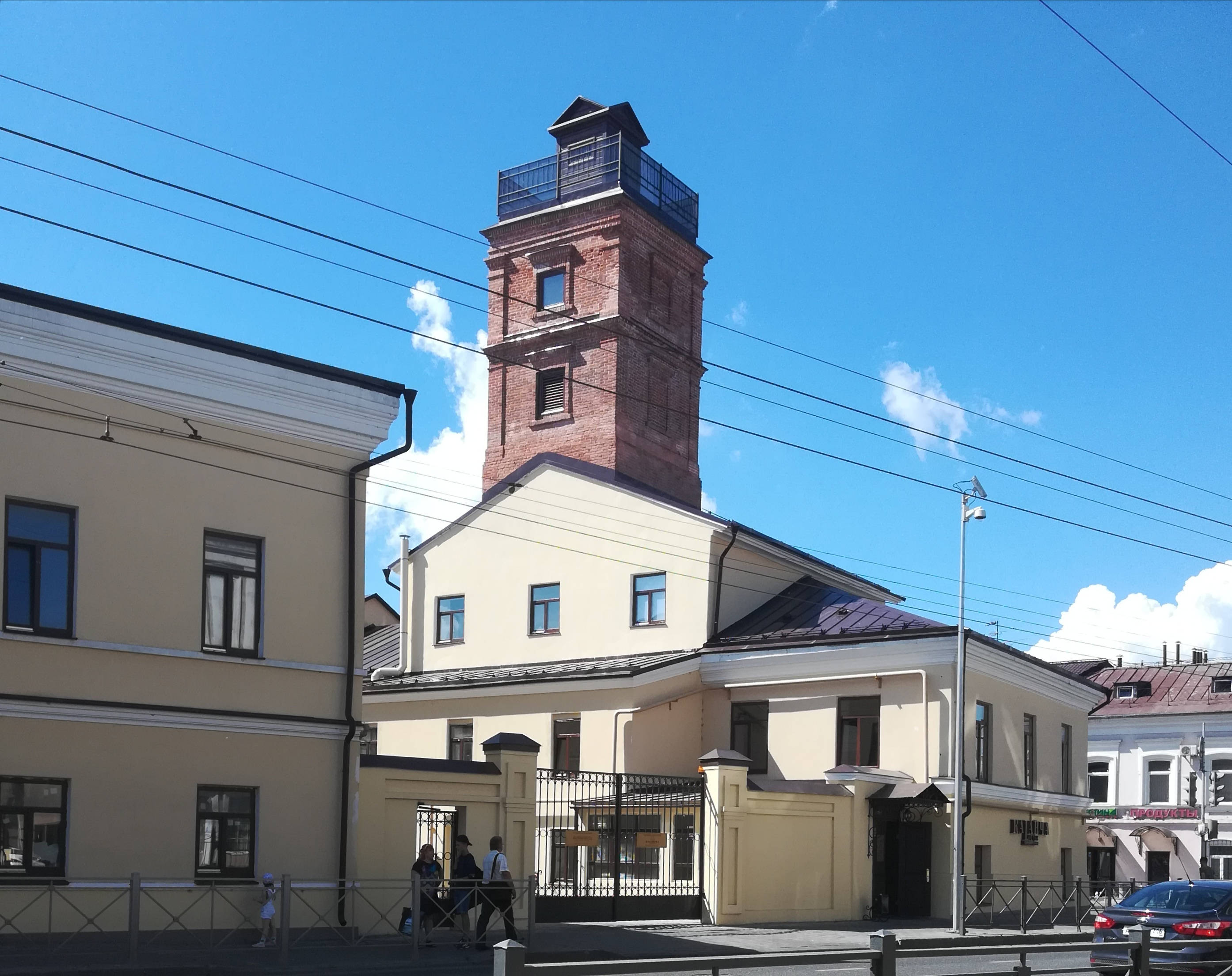
Пожарная каланча

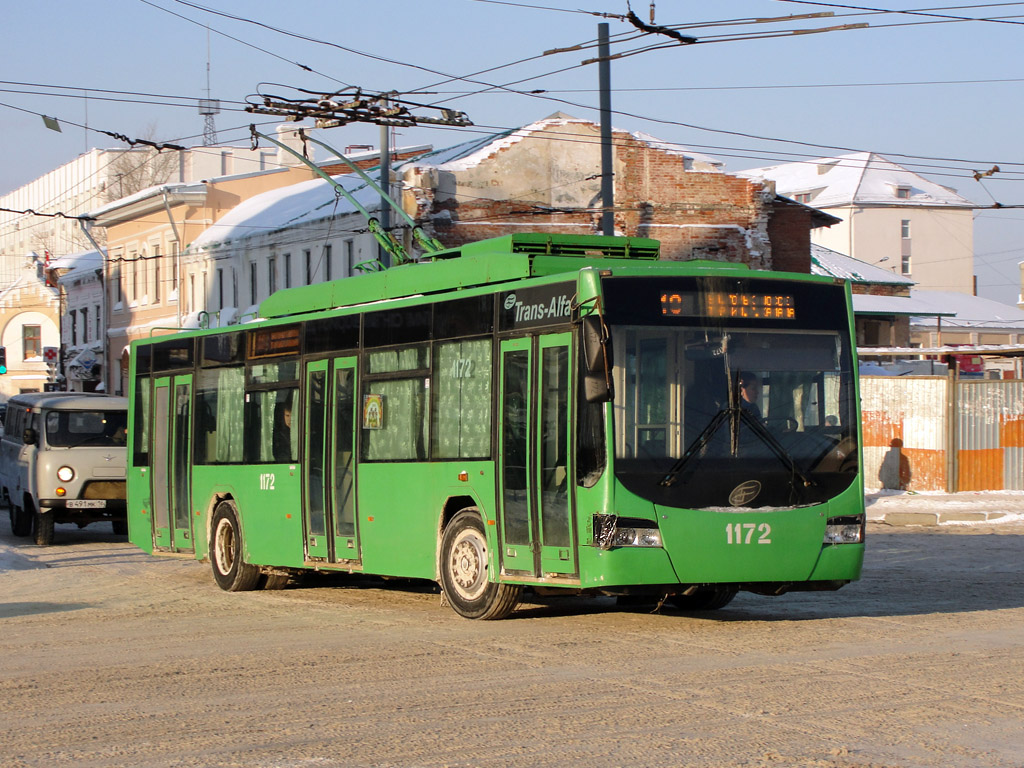
Троллейбус ВМЗ-5298.01-50 «Авангард» выезжает с Московской улицы на улицу Татарстан

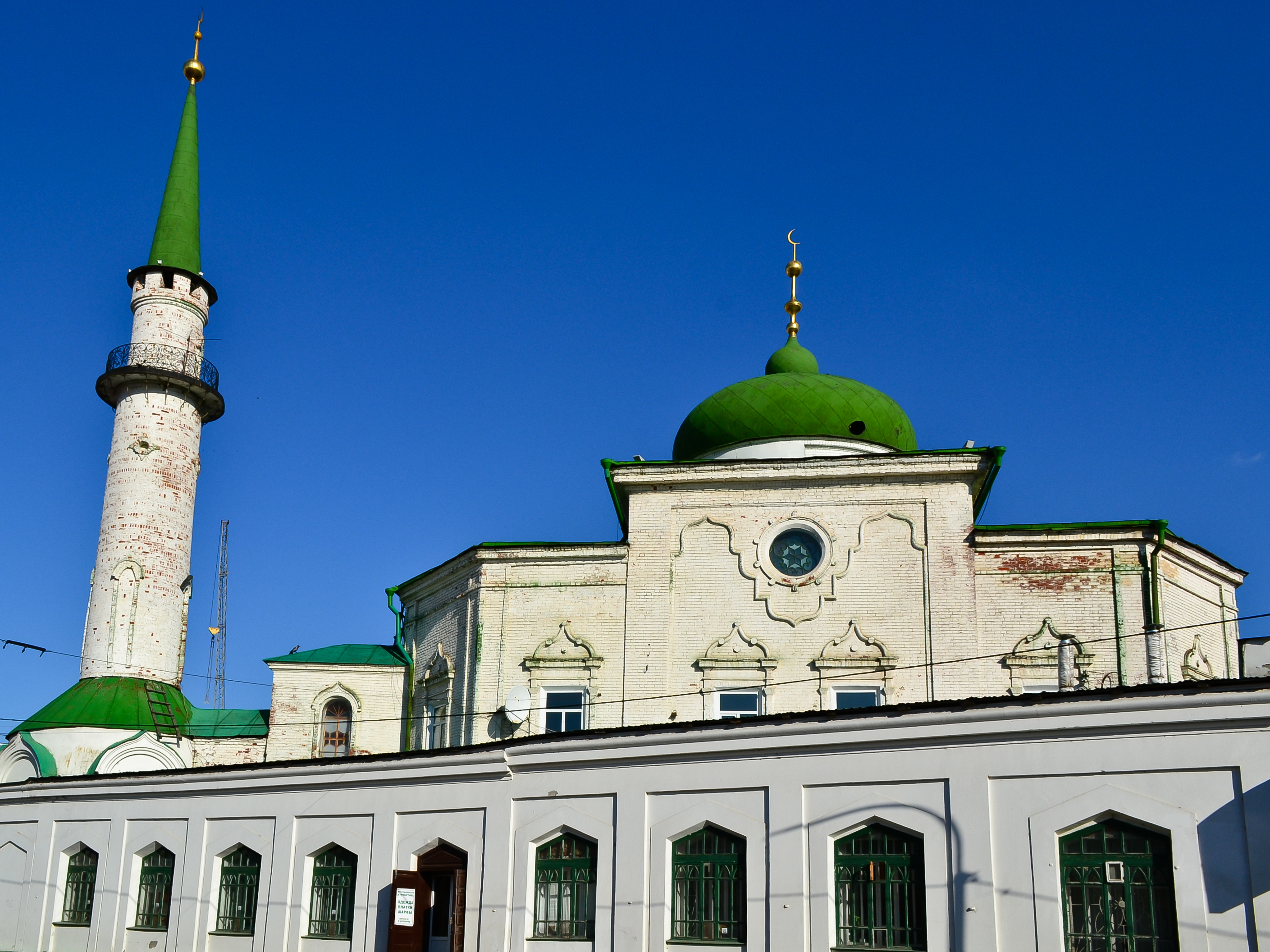
Соборная мечеть Нурулла

## Расположение
Находится в историческом центре Казани, в северной части Старо-Татарской слободы, Вахитовском районе города.
Ориентирована с севера на юг.
Проходит от улицы Ташаяк до улицы Татарстан, протяжённость улицы около 1,7 км.

## Административная принадлежность
В дореволюционное время и в первые годы советской власти улица административно относилась ко 2-й городской части. После введения в городе деления на административные районы входила в состав Сталинского (1935–1942), Сталинского и Дзержинского (1942–1956), Бауманского и Приволжского (1956–1973), Бауманского (1973–1994) и Вахитовского (с 1994) районов.

## История
Улица появилась в бывшей Кураишевой слободе, владении бека Кураиша. После указа русского царя 1552 года, ограничивающего проживание татар в Казани после её захвата русскими войсками, татары стали селиться в пригородных слободах, в том числе и здесь, в местности, самой ближней к русскому Посаду. Уже в XVII веке эта местность вошла в городскую черту (за острожные стены) Казани. Понятие Кураишева слобода исчезло, улица проходила по Ямской, Мокрой и Московской слободам, которые в свою очередь также пропали, став северной деловой частью Старо-Татарской слободы.
В 1739 году на месте деревянной, постройки 1663 года, была возведена каменная Церковь Московских Чудотворцев, считавшаяся одной из интереснейших в Казани
В первое десятилетие XVIII века у южного окончания улицы начали складываться Сенная площадь (ныне несуществующая) и Сенной базар. Площадь базара составляла почти 2 гектара. Выстроенные при базаре торгово-складские помещения частично сохранились до настоящего времени. В середине XIX века рядом с рынком была возведена главная в городе Соборная мечеть Нурулла.
Ряд домов на Московской улице принадлежал известным купеческим фамилиям — Усмановых (№  17 и 19 (не сохранились), 53/6), Казаковых (№  59/14), Апанаевых (№  57/13), Юнусовых (№  70). В доме № 59/14 были устроены гостиничные номера «Булгар», здесь (а также — в гостинице «Амур») в 1907—1913 годах жил татарский народный поэт Габдулла Тукай (1886—1913).
В 1935 году располагавшиеся в линию три разных улицы (Успенская Владимирская, Московская, Сенная) были объединены в одну под общим названием улица Кирова (в честь видного деятеля Советского государства С. М. Кирова (1886—1934)).
В советское время главные культовые здания на улице были снесены: 22 октября 1963 года был взорван Владимирский собор; в 1979 году — снесены остатки построенного в 1799 году и не раз горевшего Успенского собора. Сохранились здания построенной в 1898 году часовни в память императора Александра III, дома причта, церковно-приходской школы и колокольни церкви Московских Чудотворцев (ныне здесь — подворье Раифского монастыря), само здание которой также было снесено.
В северной части улицы к 1977 году был построен крупнейший в Поволжье на то время торговый центр «Казанский ЦУМ», а в 1980-х годах напротив начал строиться крупнейший в городе кинотеатр «Россия», сооружение которого однако заморозилось и стало одним из самых видных в городе долгостроев. Только к 2003 году его массивный корпус-каркас был снесён, а на его месте была сооружена первая в Казани 4-звёздочная вип-гостиница «Мираж» в комплексе с уникальным для России и одним изх самых больших в мире пирамидальным зданием культурно-развлекательного комплекса «Пирамида».
В поздние советские годы значительная часть жилого фонда по улице пришла в ветхость и населялась бывшими осуждёнными. В результате улица стала одной из самых неблагополучных по криминогенной обстановке в городе, а разбойные нападения на прохожих, по воспоминаниям старожилов, регулярно совершались даже в светлое время суток.
К началу XXI века многие дома улицы, а также её благоустройство пришли в одно из самых плачевных состояний в центре. В октябре 2004 года улице было возвращено название Московская. По соглашению между Правительством Москвы и администрацией Казани «О проведении взаимных мероприятий, связанных с 1000-летием города Казани» были начаты работы по реконструкции улицы в качестве подарка Москвы к Тысячелетия Казани. Реконструкцию улицы с восстановлением храма Московских Чудотворцев планировали завершить к празднованию Тысячелетия Казани в августе 2005 года. Однако работы не были завершены, а срок соглашения между городами истёк в конце 2006 года.
В последующее время ряд домов силами владельцев постепенно был отреставрирован, перестроен или заново построен после сноса. Комплексная реконструкция улицы с переукладкой проезжей части и коммуникаций и реставрацией домов (включая восстановление исторической каланчи и Дома Фукса) была предпринята на рубеже 2000-х и 2010-х годов, и к проведению в городе Универсиады-2013 улица обрела достойный вид.

## Достопримечательности
- № 1 — Дворец спорта
- № 2 — торговый центр «Казанский ЦУМ»
- № 3 — культурно-развлекательный комплекс «Пирамида»
- № 5 — гостиница «Мираж».
- № 23/24 — 3-й дом специалистов (1937-1939 гг., архитектор Виктор Дубровин).[22]
- № 26 — бывший дом Александрова (архитектор Ф. И. Петонди, образец классицизма).
- № 28 — дом М. Т. Атлашкина (первая треть XIX века).[23]
- № 34/8 — дом Е. О. Кузнецовой (вторая половина XIX века).[23]
- № 36 — Пожарная каланча
- № 37 — Малая академия искусств (бывший Дом С.А.Землянова).
- № 38 — дом И. В. Галкина (1871 г., архитектор Пётр Романов).[23]
- № 39 — колокольня и часовня храма Московских Чудотворцев — Московского подворья Раифского монастыря
- № 42 — Казанский инновационный университет имени В.Г. Тимирясова
- № 42/1 — Институт экономики, управления и права
- № 48 — Центральный (Колхозный) рынок
- № 48/1 — торговый центр (бывший завод) «Эталон»
- № 49 — спортивный комплекс КГУ «Москва»[24]
- № 55 — Министерство экономики Республики Татарстан
- № 57/13 — Дом Юнусовых — здание Татарской ратуши
- № 58/5 — Дом Карла Фукса
- № 60 — бывшие гостиничные «Апанаевские номера»
- № 64 — Казаньгоргаз
- № 66 — бывший дом Ибрагима и Исхака Юнусовых
- № 70 — бывшие гостиничные номера «Амур»
- № 72/10 — бывший доходный дом И. И. Апакова
- № 74/15 — Соборная мечеть Нурулла
- № 59/14 — бывшие гостиничные номера «Булгар»

К улице примыкает Сквер Труда (северная часть бывшей Сенной площади) с отреставрированной в 2010-х гг крупной фонтанно-скульптурной композицией «Рабочие на земном шаре» (1930 год, скульптор Садри Ахун).

### Утраченные
- № 1/3 — дом М. Я. Рама.[26]
- № 6 — доходный дом О. В, Ратнер.[27]
- № 9 (снесён) — дом В. Н. Никитина (1871 г., архитектор Павел Аникин[тат.]).[23]
- № 11 (снесён) —  дом В. Н. Никитина (первая половина XIX века).[23]
- № 13 (снесён) —  дом В. Н. Никитина (вторая половина XIX века, архитектор Павел Жуковский).[23] В этом доме до революции располагалась ешива — еврейское религиозное учебное заведение.[28]
- № 17 — лабаз З. Б. Усманова — Б. К. Апанаева (середина XIX века).[23]
- № 18/1 — дом М. М. Корюкиной («Корюкинские номера», середина XIX века).[23]
- № 19/6 — дом З. Б. Усманова — Б. К. Апанаева (середина XIX века).[23]
- № 20 — дом Титовой (вторая половина XIX века).[23]
- № 24 — дом М. Н. Жеребкова (середина XIX века, архитектор Павел Жуковский).[23]
- № 25/29 — дом Кабатовых (вторая половина XIX века).[23]
- № 27 — дом А. М. Студенецкого (первая половина XIX века).[23]
- № 29 — жилой дом (вторая половина XIX века).[23]
- № 30 — дом А. Ф. Качалова (вторая половина XIX века, архитектор Пётр Романов).[23]
- № 31 — дом Е. М. Ворониной (вторая половина XIX века).[23]
- № 32 — дом Н. А. Белоусовой (середина XIX века).[23]
- № 35 — дом П. И. Романова (середина XIX века). В этом доме жил историк Пётр Траубенберг.[23]
- № 41 — дом А. Н. Павловского (1850 г., архитектор Иннокентий Бессонов).[23]
- № 43 — дом М. Л. Свечникова (вторая половина XIX века).[23]
- № 44 — жилой дом (середина XIX века).[23]
- № 45/3 — дом В. П. Белоусова (первая половина XIX века).[23]
- № 46/8 — дом Фоминых (1860 г., архитектор Павел Жуковский).[23]
- № 47 — дом С. А. Степанова (вторая половина XIX века).[23]
- № 49 — дом Я. П. Моисеева (первая половина XIX века).[23]
- № 51 — дом И. П. Суворова (1871 г., архитектор Осипов).[23]
- № 52 — дом А. И. Бондарева (1874 г., архитектор Пётр Романов).[23]
- № 54 — дом В. М. Щеглова (вторая половина XIX века).[23]
- № 56/8 — дом В. М. Ложкина — И. Баязитова (первая половина XIX века).[23]

## Транспорт
На улице устроены 4 остановки автобусов маршрутов (№№ 2, 5, 6, 23, 30, 35, 35а, 37, 47, 56, 63, 72, 91) и троллейбусов (7).
До Великой Отечественной войны по улице ходили конка и трамвай, а со второй половины XX века в разное время — другие маршруты троллейбусов (4, 5, 6, 10, 18, 19).